# Cladomyrma
Genre
Cladomyrma est un genre asiatique de fourmis de la sous-famille des Formicinae. 

## Description

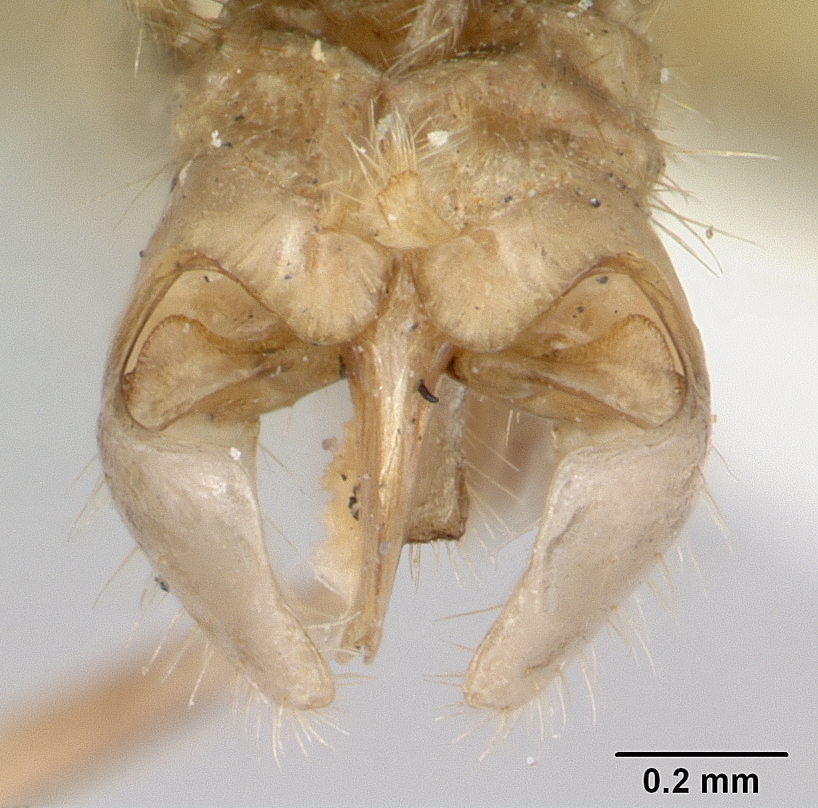
Tête d'une Cladomyrma hobbyi.

Toutes les espèces connues de Cladomyrma construisent leurs nids sur des tiges vivantes.

## Répartition
Cladomyrma ne se trouve qu'en Malaisie, à Bornéo et à Sumatra.

## Liste des espèces
Selon GBIF (21 octobre 2024) :
- Cladomyrma andrei (Emery, 1894)
- Cladomyrma aurochaetae Agosti, Moog & Maschwitz, 1999
- Cladomyrma crypteroniae Agosti, Moog & Maschwitz, 1999
- Cladomyrma dianeae Agosti, Moog & Maschwitz, 1999
- Cladomyrma hewitti (Wheeler, 1910) - espèce type[1]
- Cladomyrma hobbyi Donisthorpe, 1937
- Cladomyrma maryatiae Agosti, Moog & Maschwitz, 1999
- Cladomyrma maschwitzi Agosti, 1991
- Cladomyrma nudidorsalis Agosti, Moog & Maschwitz, 1999
- Cladomyrma petalae Agosti, 1991
- Cladomyrma scopulosa Eguchi & Bui, 2006
- Cladomyrma sirindhornae Jaitrong, Laedprathom & Yamane, 2013
- Cladomyrma yongi Agosti, Moog & Maschwitz, 1999

## Systématique
Le nom valide complet (avec auteur) de ce taxon est Cladomyrma Wheeler, 1920.

### Publication originale
- (en) William M. Wheeler, « The subfamilies of Formicidae, and other taxonomic notes », Psyche, vol. 27, nos 2-3,‎ 1920, p. 46–55 (ISSN 0033-2615, e-ISSN 1687-7438).